# Coinhive事件
Coinhive事件 (コインハイブじけん) は、ウェブサイトに暗号通貨 Moneroのマイニングスクリプトである「Coinhive」を設置した者が、サイトの閲覧者に無断でマイニングを行わせたとして検挙された事件である。起訴されたものの、「利用者の意図に反するプログラムではあるが、社会的に許容される範囲内で不正性は認められない。」として無罪が言い渡された。

## 概要
Coinhiveを設置することは不正マイニングであるとして2019年4月までの時点で神奈川県警察など全国の警察は21人を検挙した。しかし、セキュリティの専門家や法律家からはCoinhiveの設置が罪に問えるのかなどの疑問の声が出ていた。また、この検挙については法の濫用や恣意的な解釈などの非難の声が上がっていた。
2018年3月、不正指令電磁的記録に関する罪で検挙されたWebデザイナーの男性に横浜簡易裁判所が罰金10万円の略式命令を出した。男性はこれに対し正式裁判の請求を行ったため、本事件について通常の刑事裁判が実施されることになった。
本事件の主たる争点は、Coinhiveが刑法第168条の2に定める「不正指令電磁的記録（いわゆるコンピュータウイルス）」に該当するか否かである。刑法における不正指令電磁的記録の要件は、コンピュータウイルスと目されるプログラムが以下の2つの性質の双方を同時に具備することである。
1. ユーザーの意図に沿うべき動作をコンピュータにさせない、または、ユーザーの意図に反する動作をさせること（反意図性）
2. コンピュータに対する社会一般の信頼を損ない、社会的に許容し得ないほどの不正な性質を有するものであること（不正性）

2019年1月より、公判が横浜地方裁判所で始まり、この事件に懸念を示していた高木浩光が証人として出廷した。2019年3月27日、横浜地方裁判所は不正な指令を与えるプログラムと判断するには合理的な疑いが残り、不正指令電磁的記録に関する罪には該当しないとして、被告人を無罪とした。また、横浜地方裁判所は、事前の注意喚起や警告がない中、いきなり刑事罰に問うのは行き過ぎの感を免れないと指摘した。
2019年4月10日、横浜地方検察庁は無罪判決を不服として東京高等裁判所に控訴した。2019年4月18日、日本ハッカー協会が、当事件の控訴審の裁判費用を募る寄付募集を行ったところ、1,044名から1,140万円の寄付が集まった。2020年2月7日、東京高等裁判所は地裁判決を破棄し、ウイルスに当たると認定し、罰金10万円の逆転有罪とした。
被告人が有罪判決を不服として上告し、2021年12月9日午後1時に最高裁判所第1小法廷（山口厚裁判長）で弁論が開かれた。弁護人は改めて無罪を主張し、検察は上告棄却を求めた。最高裁は判決期日を2022年1月20日に指定した。

### 無罪判決の確定
2022年1月20日に最高裁判所第1小法廷は、罰金10万円の有罪とした東京高等裁判所の判決を破棄し、無罪を言い渡した。判決文では、「利用者の意図に反するプログラムではあるが、社会的に許容される範囲内で不正性は認められない」とされた。

## Coinhive
Coinhiveはサイトの閲覧者にマイニングを行わせ、マイニングの利益の7割をサイトの運営者が受け取ることができるサービスであり、サイト運営者からはインターネット広告に代わる新たな収益源として注目されていた。
一方でユーザーに拒否する権限がなくページを表示した瞬間からマイニングが開始される、デフォルトのコードでは閲覧者のデバイスのCPUを100%使い切るため相当の負担になる、悪意のあるマルウェア開発者に利用され収益源になっている、など様々な物議をかもしており、一部アンチウィルスソフトでは登場して間もなくからブロックされていた。
事件後もサービスは継続されていたが、マイニングしていた仮想通貨の価格暴落により2019年3月8日にサービスを終了した。